# Clayton M. Christensen
Clayton M. Christensen (Salt Lake City, 6 de abril de 1952 – Boston, 23 de janeiro de 2020) foi um professor de administração na Harvard Business School (HBS), que ficou mundialmente conhecido pelo seu estudo em inovação dentro de grandes empresas. Seu livro mais conhecido é o O Dilema da Inovação, onde criou a teoria de Inovação Disruptiva. Também foi o fundador da Innosight, uma empresa de consultoria especializada em inovação.

## Carreira
Antes de sua carreira acadêmica, Christensen trabalhou na empresa de consultoria estratégica Boston Consulting Group e foi co-fundador da Ceramics Process Systems, uma empresa de materiais avançados em Massachusetts.
Chistensen se graduou em Economia summa cum laude pela Brigham Young University e um mestrado em Econometria aplicada pela Oxford University. Depois realizou um MBA com distinção pela Harvard Business School em 1979.
Em 1982, Christensen trabalhou na Casa Branca, e foi assistente no comitê de Transporte dos Estados Unidos. Recebeu seu MBA pela Harvard Business School em 1982, e se tornou um membro do corpo docente no mesmo ano, recebendo o posto de professor titular em 1998.
Clay foi autor de vários livros, incluindo o best-seller O Dilema da Inovação, que recebeu o Global Business Book Award como o melhor livro de negócios do ano (1997), em 2011, o livro foi eleito pela The Economist como um dos seis mais importantes livros sobre negócios já escritos. O professor também já escreveu mais de cem artigos, muitos deles recebendo prêmios e nominações. 
Na Harvard Business School, Clay ensinava o curso sobre como "construir e manter um negócio de sucesso", que mostra a administradores como gerenciar uma dificil e bem sucedida companhia ou transformar uma companhia existente. Também ensina em vários programas de tutoria para executivos.
Clay foi cinco vezes ganhador do McKinsey Award, e recebeu o Lifetime Achievement Award do Tribeca Films Festival. 

## Vida pessoal
Cristensen se casou com Christine em 1976, com quem teve 5 filhos: Matthew, Michael, Spencer, Ann e Catherine. Matthew Christensen é o mais velho e nasceu em 1977.
Cristensen nasceu em Salt Lake City, Utah, e trabalhou como missionário pela sua igreja na Coréia de 1971 a 1973, onde aprendeu a falar coreano fluentemente.
Em fevereiro 2010 Christensen anunciou que tinha sido diagnosticado com linfoma folicular, em julho de 2010 teve um acidente vascular cerebral isquêmico. Apesar dos problemas de saúde, ele conseguiu voltar a ensinar, escrever e palestrar. Em 2011 lançou 2 livros, "A Universidade Inovadora" e "DNA do Inovador", ambos pela Harvard Business Press.
Christensen teve leucemia e veio a falecer por complicações do câncer em 23 de janeiro de 2020, com 67 anos.

## Morte
Christensen morreu no dia 23 de janeiro de 2020, aos 67 anos, em decorrência de um câncer.

## Honras e prêmios
Em 2011, a Forbes o elegeu como um dos teóricos de negócios mais influentes nos ultimos 50 anos.